# Drahnsdorf
Drahnsdorf – miejscowość i gmina w Niemczech w kraju związkowym Brandenburgia, w powiecie Dahme-Spreewald, wchodzi w skład urzędu Unterspreewald. Położona jest nad rzeką Dahme. Do 31 grudnia 2012 wchodziła w skład urzędu Golßener Land.
W skład gminy wchodzą następujące dzielnice:
- Falkenhain
- Krossen
- Schäcksdorf